# Morgan Fox
Pour les articles homonymes, voir Fox.
Morgan Fox, né le 21 septembre 1993 à Chelmsford,  est un footballeur anglais. Il évolue au poste de défenseur avec le club de Wigan Athletic.

## Biographie
Morgan Fox dispute sept matchs en équipe du Pays de Galles espoirs, rentrant dans le cadre des éliminatoires de l'Euro espoirs.
Le 6 janvier 2017, il rejoint le club de Sheffield Wednesday.
Le 7 août 2020, il rejoint le club de Stoke City